# Шале (кантон)
Шале́ (фр. Chalais) — кантон во Франции, находится в регионе Пуату — Шаранта, департамент Шаранта. Входит в состав округа Ангулем.
Код INSEE кантона — 1610. Всего в кантон Шале входят 13 коммун, из них главной коммуной является Шале.
Население кантона на 2007 год составляло 4 623 человека.
Коммуны кантона:
- Базак
- Барденак
- Бри-су-Шале
- Ивьер
- Курлак
- Кюрак
- Медийак
- Монбуайе
- Ориваль
- Риу-Мартен
- Сен-Кантен-де-Шале
- Сент-Ави
- Шале